# Fuyuhiko Kitagawa
Pour les articles homonymes, voir Kitagawa (homonymie).
Fuyuhiko Kitagawa (北川 冬彦, Kitagawa Fuyuhiko) (3 juillet 1900 - 12 juin 1990) est un critique cinématographique et poète japonais. Son vrai nom est Tadahiko Taguro. Bien que né dans la préfecture de Shiga, il est élevé dans le Mandchoukouo en Chine du fait de la position de son père auprès des chemins de fer de Mandchourie du Sud puis est diplômé de l'Université de Tokyo. Il commence à publier sa poésie au Mandchoukouo en 1924, premières publication influencée par le contexte colonial. Ses travaux sont salués par Riichi Yokomitsu et il devient une figure marquante de la poésie moderniste au Japon, s'adonnant particulièrement à la poésie en prose. Kitagawa est également un critique cinématographique reconnu qui, en particulier, a salué le travail de Mansaku Itami (père de  Jūzō Itami), parlant notamment d'une nouvelle « prose cinématographique » réaliste (sanbun eiga), en opposition à l'ancien  « cinéma poétique » (inbun eiga) de Sadao Yamanaka, Daisuke Itō et autres. Il est un champion du néoréalisme de la période d'après-guerre.